# Ochthoeca cinnamomeiventris
Ochthoeca cinnamomeiventris là một loài chim trong họ Tyrannidae.